# Zierbrunnen auf der Aegerten

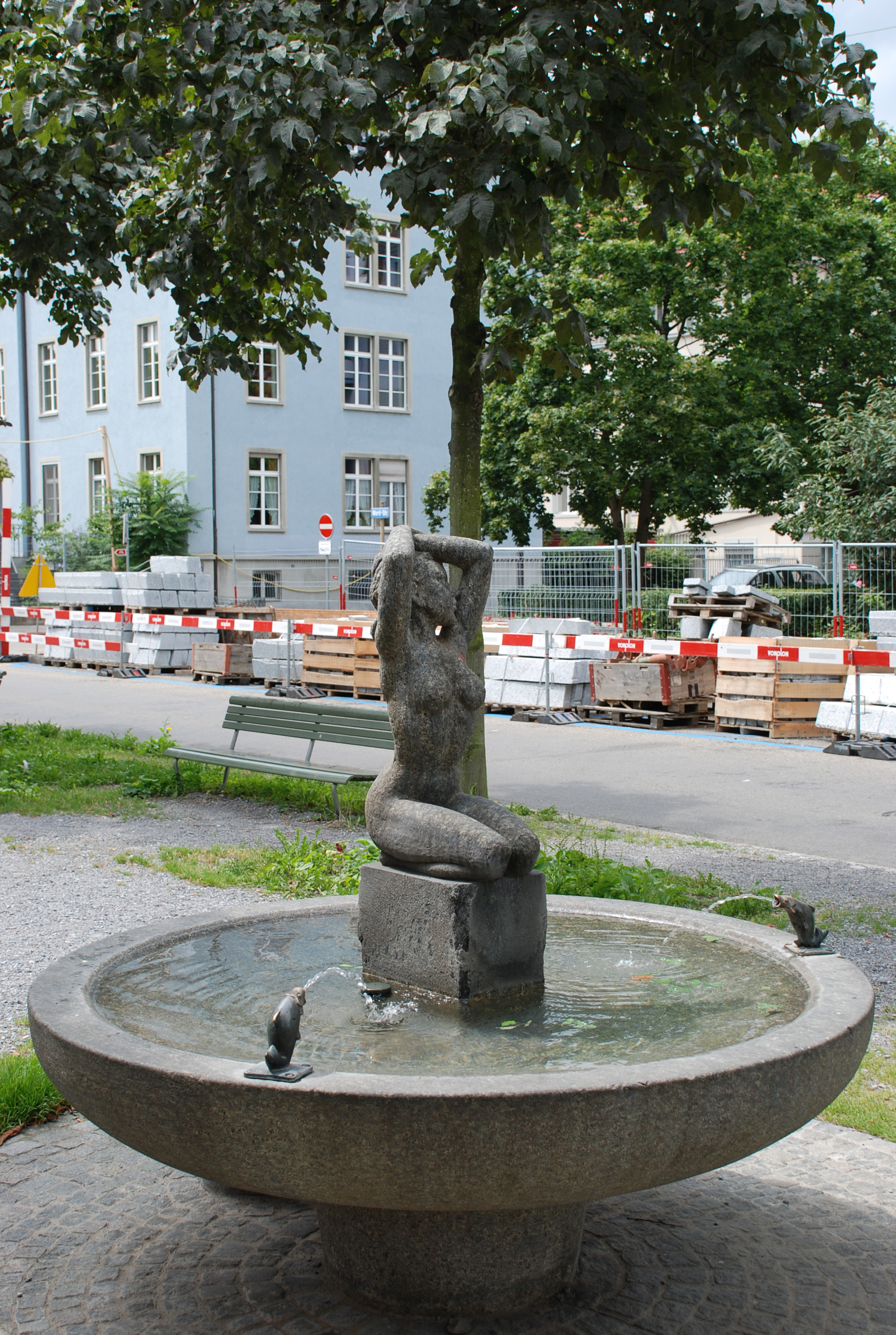
Der Zierbrunnen auf der Aegerten

Der Zierbrunnen auf der Aegerten ist ein Brunnen in Zürich. Im Brunnenguide der Stadt Zürich findet man ihn unter der Nummer 209.

## Geschichte und Beschreibung
Auf der Aegerten befand sich einst am östlichen Ende der Grünanlage ein kleiner Obeliskbrunnen. 1946 wurde er durch den neuen Zierbrunnen ersetzt, den die Bildhauerin Hedwig Haller-Braus geschaffen hatte. Er besitzt einen runden Trog mit Sockel und ist mit der Figur einer knienden, nackten jungen Frau geschmückt. Als Sprudel dienen zwei wasserspeiende Fische aus Bronze, von denen einer allerdings nicht mehr original ist: 1979 wurde der eine der beiden Fische gestohlen und durch einen Abguss des verbliebenen ersetzt. Der Brunnen ist seit 1964 ans Verteilnetz angeschlossen.